# Matt & Kim
Matt & Kim é uma dupla de indie rock do Brooklyn, EUA.
Formada em 2004, a dupla conta com Matt Johnson (vocais e teclado) e Kim Schifino (bateria e vocais). 
Eles fizeram alguns shows na Europa e apareceram em alguns canais fechados. A banda já tem dois singles: "Yea Yeah" e "5K". Ambos presentes no álbum "Matt & Kim", lançado em 2006. Recentemente, a dupla lançou o seu novo CD chamado: Sidewalks, com os novos hits "Cameras", "Lessons Learned", " Daylight" e a utilizada em seriados como Gossip Girl e 90210 "AM/FM Sound". 
Boa parte do material da banda pode ser encontrado em sites como MySpace, Last.fm e YouTube.